# Take Five

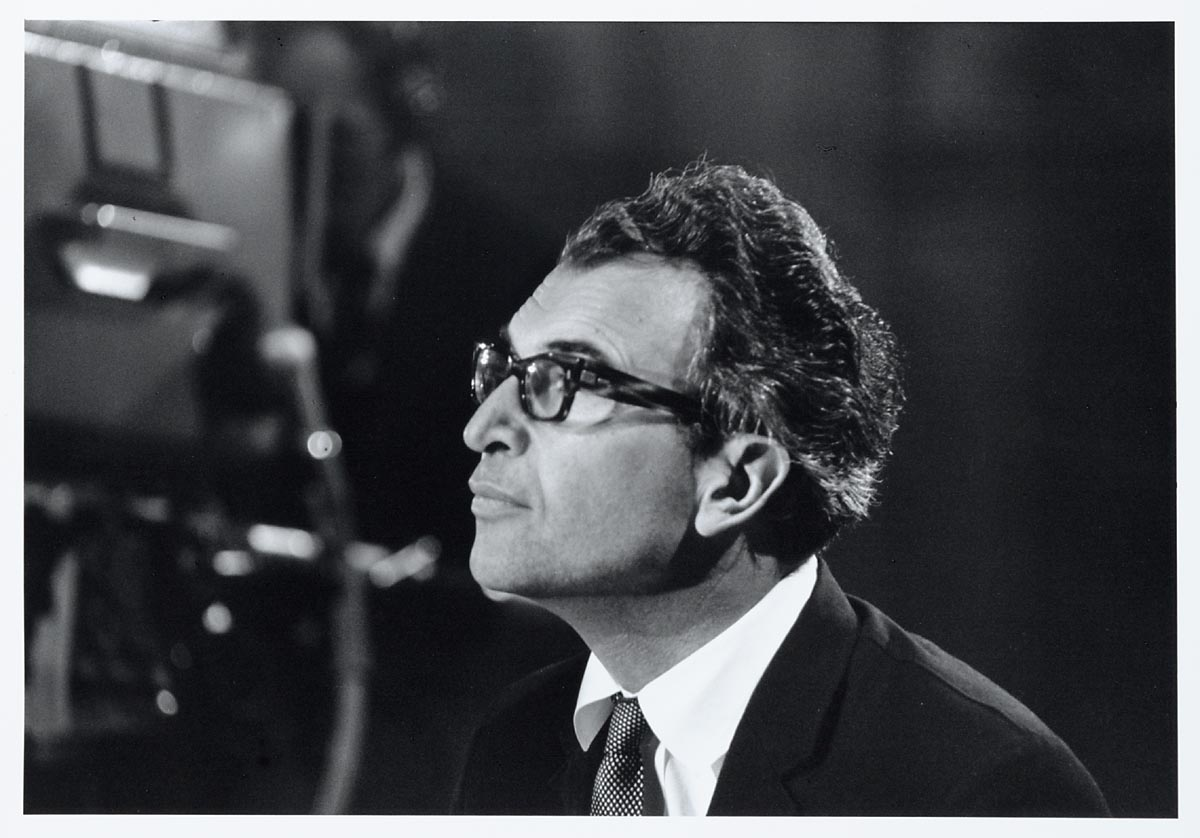
Dave Brubeck in het Amsterdamse Concertgebouw, oktober 1964

Take Five is een jazznummer van het Dave Brubeck Quartet. Het nummer is vrijwel de grootste hit van het kwartet en is te vinden op het album "Time Out" uit 1959. Memorabele uitvoeringen zijn ook te vinden op de albums "Live at Carnegie Hall", "The last set at Newport" en "We're all together again for the first time".

## Geschiedenis
Het nummer is geschreven door altsaxofonist Paul Desmond. Kenmerkend voor het nummer zijn de 5/4-maatsoort waaraan het nummer zijn naam ontleent, de heldere en melodieuze saxofoonpartij van Paul Desmond, de lange drumsolo van Joe Morello in het middendeel en de pianopartij die – op het B-deel na – alleen uit E♭m - B♭m7 bestaat.
Hoewel "Take Five" niet de eerste jazzcompositie was die deze maatsoort gebruikte, is het wel de eerste die in de Verenigde Staten echt bekend werd. Het nummer is vaak gecoverd en ook veelvuldig gebruikt in films en televisieprogramma's, waaronder Man bijt hond, Pleasantville en een aflevering van The Simpsons. Er bestaat ook een gezongen versie, de bekendste uitvoering daarvan is met zangeres Carmen McRae, met tekst van Dave en zijn vrouw Lola Brubeck.

### Paul Desmond en het Dave Brubeck Quartet
Het Dave Brubeck Quartet nam dit nummer op en het werd een echte hit, ondanks de ongewone maatsoort. De originele partituur van Paul Desmond die het Dave Brubeck Quartet speelt bevat een thema en twee verschillende improvisaties, meestal gespeeld door de saxofonist en een drumsolo van Joe Morello. Paul Desmond schreef later een ander thema in vijf tellen per maat: Take Ten. Dave Brubeck, van zijn kant, schreef en speelde met zijn kwartet Far More Blue en Far More Drums (op het album Time Further Out), nog steeds in 5/4. Paul Desmond zei naar verluidt: "Toen ik Take Five componeerde, dacht ik dat het een stuk was om in de prullenmand te gooien en na het te hebben uitgegeven, dacht ik voldoende copyright te zullen ontvangen om een oud Mark Ronson-scheerapparaat te kunnen kopen." Paul Desmond gaf alle auteursrechten aan het Rode Kruis.

## Enkele covers
- 1962 – Zweedse zangeres Monica Zetterlund
- 1963 – Antonio Diaz "Chocolate" Mena (Eso Es Latin Jazz ... Man!)
- 1963 – Davy Graham ("The Guitar Player")
- 1967 – Trudy Pitts (Introducing The Fabulous Trudy Pitts)
- 1968 – Val Bennett (The Russians Are Coming)
- 1973 – Chet Atkins
- 1974 – Augustus Pablo ("Ital Dub") ("The Big Rip Off")
- 1977 – Al Jarreau (Look To The Rainbow)
- 1979 – George Benson (Take Five)
- 1982 - RK Veulpoepers BV ("Takey Four" - reggae uitvoering)
- 1983 – Quincy Jones (Take Five)
- 1985 – Tito Puente & George Shearing LP Mambo Diablo (Take Five) Grammy Winner
- 1986 – George Benson (Live from Montreux)
- 1991 – Acoustic Alchemy (Reference Point)
- 1992 – Grover Washington, Jr. (Take Five (Take Another Five))
- 1996 – The Specials ("Take Five")
- 1996 – Moe Koffman ("Take Five")
- 1997 – Aziza Mustafazadeh ("Take Five") (Jazziza album)
- 1997 – Antonio Forcione & Sabina Sciubba ("Take Five") (Meet Me in London album)
- 1998 – Eric Singleton/'XL'
- 1999 – The String Cheese Incident (Carnival '99)
- 1999 – Elektronica/New Age music group Dancing Fantasy (Dancing Fantasy)
- 2002 – Rodrigo y Gabriela ("Take 5 (Foc-ing version 9)")
- 2002 – King Tubby, a dub version released posthumously
- 2002 – Plankton, Zweedse instrumentale rockband (Plankton album)
- 2004 – Tahir Aydoğdu, Turkse qanûnspeler (Hasret album)
- 2008 – New York Ska Jazz Ensemble (Step Forward)
- 2009 – Bugge Wesseltoft (Playing)
- 2010 – Indigo (Stay Together)
- 2010 – The Portland Cello Project (Take 5)
- 2010 – Stevie Wonder (North Sea Jazz Festival)
- 2011 – Paradox (MiX-5: Premiere Recordings for Bassoon and Cello)
- 2011 – Eliane Elias, in the "Light My Fire" album
- 2011 – Sachal Studios Orchestra
- 2012 – Panzerballet (Tank Goodness)

## Hitnoteringen

### Nederlandse Top 40
| Hitnotering: 27-12-1969 t/m 31-01-1970 | Hitnotering: 27-12-1969 t/m 31-01-1970 | Hitnotering: 27-12-1969 t/m 31-01-1970 | Hitnotering: 27-12-1969 t/m 31-01-1970 | Hitnotering: 27-12-1969 t/m 31-01-1970 | Hitnotering: 27-12-1969 t/m 31-01-1970 | Hitnotering: 27-12-1969 t/m 31-01-1970 | Hitnotering: 27-12-1969 t/m 31-01-1970 |
| Week:                                  | 1                                      | 2                                      | 3                                      | 4                                      | 5                                      | 6                                      |                                        |
| -------------------------------------- | -------------------------------------- | -------------------------------------- | -------------------------------------- | -------------------------------------- | -------------------------------------- | -------------------------------------- | -------------------------------------- |
| Positie:                               | 36                                     | 24                                     | 15                                     | 15                                     | 19                                     | 26                                     | uit                                    |

### NederlandseSingle Top 100
| Hitnotering: (Week 1 t/m 4) 10-01-1970 t/m 31-01-1970 Hitnotering: (Week 5 t/m) 08-12-2012 t/m 15-12-2012 | Hitnotering: (Week 1 t/m 4) 10-01-1970 t/m 31-01-1970 Hitnotering: (Week 5 t/m) 08-12-2012 t/m 15-12-2012 | Hitnotering: (Week 1 t/m 4) 10-01-1970 t/m 31-01-1970 Hitnotering: (Week 5 t/m) 08-12-2012 t/m 15-12-2012 | Hitnotering: (Week 1 t/m 4) 10-01-1970 t/m 31-01-1970 Hitnotering: (Week 5 t/m) 08-12-2012 t/m 15-12-2012 | Hitnotering: (Week 1 t/m 4) 10-01-1970 t/m 31-01-1970 Hitnotering: (Week 5 t/m) 08-12-2012 t/m 15-12-2012 | Hitnotering: (Week 1 t/m 4) 10-01-1970 t/m 31-01-1970 Hitnotering: (Week 5 t/m) 08-12-2012 t/m 15-12-2012 | Hitnotering: (Week 1 t/m 4) 10-01-1970 t/m 31-01-1970 Hitnotering: (Week 5 t/m) 08-12-2012 t/m 15-12-2012 | Hitnotering: (Week 1 t/m 4) 10-01-1970 t/m 31-01-1970 Hitnotering: (Week 5 t/m) 08-12-2012 t/m 15-12-2012 | Hitnotering: (Week 1 t/m 4) 10-01-1970 t/m 31-01-1970 Hitnotering: (Week 5 t/m) 08-12-2012 t/m 15-12-2012 |
| Week: | 1 | 2 | 3 | 4 | | 5 | 6 | |
| --- | --- | --- | --- | --- | --- | --- | --- | --- |
| Positie:                                                                                                  | 16 | 12 | 21 | 25 | uit | 50 | 71 | uit |

### NPO Radio 2 Top 2000
| Nummer met noteringen in de NPO Radio 2 Top 2000 | '99 | '00 | '01 | '02 | '03 | '04 | '05 | '06 | '07 | '08 | '09 | '10 | '11 | '12 | '13 | '14 | '15 | '16  | '17 | '18  | '19  | '20  | '21  | '22  | '23  | '24  |
| ------------------------------------------------ | --- | --- | --- | --- | --- | --- | --- | --- | --- | --- | --- | --- | --- | --- | --- | --- | --- | ---- | --- | ---- | ---- | ---- | ---- | ---- | ---- | ---- |
| Take Five                                        | 279 | 621 | 741 | 526 | 392 | 485 | 602 | 586 | 604 | 537 | 577 | 724 | 734 | 529 | 506 | 550 | 829 | 1165 | 976 | 1224 | 1298 | 1235 | 1194 | 1346 | 1361 | 1464 |

1. ↑  Een vetgedrukt getal geeft de hoogste notering aan.